# Machilus parabreviflora
Machilus parabreviflora är en lagerväxtart som beskrevs av Hung T. Chang. Machilus parabreviflora ingår i släktet Machilus och familjen lagerväxter. Inga underarter finns listade i Catalogue of Life.